# Ширинский-Шихматов, Сергей Александрович (контр-адмирал)
Князь Сергей Александрович Ширинский-Шихматов (5 июля 1866 — 13 августа 1916, Петроград) — контр-адмирал Русского императорского флота, участник русско-японской и Первой мировой войн.
Из потомственных дворян Смоленской губернии. Родился в семье тайного советника Александра Прохоровича князя Ширинского-Шихматова и Екатерины Павловной княгиня Ширинской-Шихматовой (ур. Березниковой).

## Биография
- 1882 — Вступил в службу
- Окончил морское училище
- 1 октября 1885 — Мичман с зачислением в Гвардейский экипаж.
- 1886—1889 — В кругосветном плавании на корвете «Рында» (командир капитан 1-го ранга Ф. К. Авелан).
- 1 января 1892 — Лейтенант.
- 1896 — В заграничном плавании на канонерской лодке «Гремящий» (командир капитан 2-го ранга Н. М. Иванов 1-й)
- 1896—1898 — В заграничном плавании на крейсере 1-го ранга «Адмирал Нахимов» (командир капитан 1-го ранга Н. И. Небогатов).
- 21 апреля 1904 — май 1905 — Старший офицер крейсера 2-го ранга «Урал» (командир капитан 2-го ранга М. К. Истомин). После гибели крейсера был доставлен в Шанхай буксирным пароходом «Свирь»[1].
- Капитан 2-го ранга.
- 1905 — Участвовал в Цусимском сражении.
- 1908—1910 — Адъютант Е. И. В. Великого Князя Кирилла Владимировича.
- 17 августа 1909 — Зачислен в береговой состав
- 25 марта 1912 — Капитан 1-го ранга со старшинством от 6.12.1910.
- 1914 — Командир 2-го отдельного батальона Гвардейского экипажа в крепости Ковно[2].
- 1915 — Командир отряда Транспортной флотилии контр-адмирала А. А. Хоменко в Одессе.
- 1916 — Штаб-офицер для поручений по строевой части при Управлении начальника морских батальонов и речных флотилий в Действующей армии.
- Август 1916 — Тяжело заболел.
- 12 августа 1916 — Уволен от службы с производством в контр-адмиралы. Староста экипажной церкви Гвардейского экипажа.
- 13 августа 1916 — Скончался.

## Отличия
- Серебряная медаль В память царствования императора Александра III (1896)
- Бронзовая медаль За труды по проведению 1-й переписи населения (1897),
- Орден Святого Станислава 3-й степени (6.12.1897)
- Орден Льва и Солнца 3-й степени (1900)
- Кавалерский крест Ордена Почетного Легиона (1902)
- Орден Святого Алдра 5-й ст (1902)
- Орден Святой Анны 3-й степени (6.12.1903),
- Орден Святого Станислава 2-й степени с мечами (26.09.1905)
- Светло-бронзовая медаль В память Русско-Японской войны 1904—1905 гг. (1906)
- Орден Святой Анны 2-й степени (30.09.1909)
- Командорский крест Ордена Звезды (1909)
- Право на ношение Золотого Значка В память окончания полного курса наук Морского Корпуса (1910).
- Светло-бронзовая медаль В память Отечественной войны 1812 г. (1912)
- Орден Князя Даниила I (1912)
- Офицерский крест Ордена Почетного Легиона (1912)
- Орден Святого Владимира 4-й степени за 25 лет непрерывной службы (22.09.1913)
- Светло-бронзовая медаль В память 300-летия Царствования Дома Романовых (1913)
- Орден Святого Владимира 3-й степени с мечами (29.11.1914)
- Светло-бронзовая медаль В память 200-летия Гангутской победы (1915)